# Luis Lozano Virumbrales
Luis Lozano Virumbrales es un musicólogo, organista y director musical español. Ha sido el organista titular de la Basílica Pontificia de San Miguel de Madrid, además de dirigir de los grupos de música antigua “Alfonso X el Sabio” y “Voces Huelgas”. Falleció en Madrid en julio de 2025.

## Vida
Comenzó sus estudios de piano, órgano y musicología en el Real Conservatorio Superior de Música de Madrid. Obtuvo premio fin de carrera en esta especialidad [cita requerida] y continuó su formación en cursos con Gonzalo Soriano, Agustín G. Acilu, J. L. Ochoa de Olza, Jacques Chailley, Helene Charnassé y Rhia Thiele, entre otros.

## Trayectoria profesional
Ocupó el puesto de organista titular de la Basílica Pontificia de San Miguel de Madrid desde 1972 hasta 2019.
Durante ese tiempo ha sido el responsable de los Oficios de Semana Santa y de los ciclos de música sacra en la propia basílica en los tiempos de Navidad y Cuaresma. También han sido editados, bajo su asesoramiento musical, los discos de la colección Gregoriano Vivo con el coro no profesional de la Basílica Pontificia de San Miguel de Madrid. Ha sido profesor de Música para Bachillerato en el Instituto Tajamar de Vallecas en Madrid.

### Labor musicológica
Por su labor musicológica es reconocido como uno de los más prestigiosos representantes españoles en el ámbito musical europeo de la monodia litúrgica, tanto medieval como renacentista. Se aprecia en él su trabajo de búsqueda, trascripción e interpretación de las grandes fuentes de música medieval española: el Codex Calixtinus, dramas litúrgicos, Cárminas, Codex de Madrid, Codex Las Huelgas, Cantigas de Santa María de Alfonso X el Sabio, Llibre Vermell, el Intonarium Toletanum o el Passionarium Toletanum. Ha recuperado un amplísimo repertorio de música litúrgica y ha orientado su carrera a la interpretación de la música de tradición hispánica. El crítico González Mira ha definido a Luís Lozano Virumbrales como “una de las mentes musicales más preclaras en su especialidad”.
Sus programas se centran en celebraciones litúrgicas de momentos históricos concretos, buscando manifestar gran fidelidad estética tanto en la interpretación como en los recursos musicales. En sus interpretaciones recurre a instrumentos de época para reproducir la ambientación real de la situación original. Su exhaustivo conocimiento de las fuentes litúrgico-musicales le han permitido conformar un repertorio amplísimo que se extiende desde el Agenda mortuorum del ritual carolingio, hasta las secciones en canto Sarum de la ópera Merlín de Isaac Albéniz.

### Repertorio
Sus programas abordan todo tipo de canto sacro, tanto monódico como polifónico: canto gregoriano, drama litúrgico, polifonía, música instrumental de órgano o ministriles. Se ha enfrentado a obras de gran complejidad estructural, vocal e instrumental como el ritual carolingio, el ritual toledano; Ordo Herodis, Visitatio sepulchri, De peregrino in die lune Pasche; la Misa de Santa María la Real de Huelgas, dirigiendo el grupo femenino Voces Huelgas (cuyos discos el compositor Jorge F. Guerra calificó de “discos para la historia”); a los encargos del Ciclo Los Siglos de Oro de la Fundación Caja Madrid con la Misa de Acción de Gracias en la corte de Carlos I. Ha tomado parte también en los “Dramas litúrgicos de la Pascua” para la Semana de Música Religiosa de Cuenca o en los Carmina Medievalia (lírica latina transcrita de fuentes españolas) para el "Ciclo de cámara, polifonía y órgano" que el INAEM celebra en el Auditorio Nacional. Ha llevado a cabo una reconstrucción de una Misa en honor de Santiago transcrita del Codex Calixtinus “In festo sancti Iacobi”; la Navidad en la Catedral de Sevilla, la Misa de Acción de Gracias en la corte de los Reyes Católicos, el Libro de Horas de Isabel la Católica, La Consagración de la Iglesia tras la toma de Granada, Officium Defunctorum y el Oficio de Tinieblas de Tomás Luis de Victoria, las Honras fúnebres por Isabel la Católica. Sus últimas reconstrucciones históricas: han sido el Officium Sanctorum Iusti et Pastoris, trascrito de manuscritos inéditos de la Catedral de Sigüenza, Das Festas de Santa María en la corte de Alfonso X el Sabio, Misa de San Diego de Alcalá, una misa estructurada con el canto llano de un manuscrito, propiedad de la Fundación Lázaro Galdiano contemporáneo de otro, con música de órgano, Flores de Música de Antonio Martín y Coll, propiedad de la Biblioteca Nacional de Madrid. Para muchas de sus versiones monódicas ha rescatado manuscritos medievales e impresos renacentistas de la Biblioteca Nacional de Madrid, con los que han estructurado algunos de sus montajes.
Junto a su actividad como director del grupo musical "Alfonso X el Sabio" y de "Voces Huelgas" también ha colaborado con diferentes grupos españoles e ingleses montando estructuras y canto llano de fuentes hispánicas y ha trabajado con grupos especializados en estas estéticas, como Pro Cantione Antiqua, dirigiendo Bruno Turner, Cor de Cambra Luis Milán de Valencia, la Escolanía de El Escorial, Les Polifonístes de Barcelona, y también con el Cuarteto de violas de gamba Laberinto con Paolo Pandolfo, “Les Sacqueboutier” de Toulouse, Ministriles de Marsias, y además con los solistas José Rada; Andrés Cea, al órgano; Josep Borràs al bajón; el vihuelista Juan Carlos de Mulder; la arpista Nuria Llopis; las clavecinistas Pilar Tomás y Susana Marín y el violagambista Ventura Rico, entre otros.
Escribe artículos; imparte conferencias en varias universidades españolas [cita requerida] y realiza series de programas monográficos de música medieval para Radio Clásica de Radio Nacional de España. Por otra parte, sus conciertos han sido habitualmente trasmitidos en directo o grabados por Radio Clásica de RNE, organismo que ha contratado al grupo en dos años consecutivos para representar a España en el Día Especial de la Unión Europea de Radiodifusión (U.E.R.): en 1992, para la Misa de Acción de Gracias en la Corte de los Reyes Católicos, (transmisión europea desde el Monasterio jerónimo de El Parral, Segovia); y en 1993, Officium Defunctorum (1605) de Tomás Luis de Victoria, junto al grupo inglés Pro Cantione Antiqua, retrasmisión mundial desde el Monasterio de la Encarnación de Madrid. Asimismo, también han colaborado con la Orquesta y Coro de Radio Televisión Española, la Orquesta y Coro Nacionales de España o la Orquesta y Coro del Teatro Real, entre otros muchos.
Ha grabado discos para las firmas Decca Records, Hispavox, RTVE Música, Sony Classical Records o Serie Hispánica. Su amplia discografía recoge las obras emblemáticas de fuentes españolas en transcripción propia o realizada para él: tanto de monodia litúrgica y lírica profana en latín; romances o de los grandes manuscritos. De él ha escrito J. F. Weber: “Lozano Virumbrales tiene la oportunidad de llenar un importante vacío en el catálogo medieval; no logró imaginar a nadie mejor preparado para emprender el proyecto”.

### Conciertos y conferencias
- 8 y 9-marzo de 1984. Teatro Real de Madrid, Orquesta y Coro de Radio Televisión Española "Vespro della Baeta Vergine" de Claudi Monteverde. Director: Luís Lozano Virumbrales.
- 1992. Misa de Acción de Gracias en la Corte de los Reyes Católicos. Radio Clásica de RNE.
- 1993. Grupo Pro Cantione Antiqua: Officium Defunctorum de Tomás Luís de Victoria. Radio Clásica de RNE
- 9-octubre de 2001, Burgos, Iglesia de San Gil. Grupo de música “Alfonso X El Sabio”, director: Luís Lozano Virumbrales. Música en torno a Santo Domingo de Silos. Congreso internacional sobre la Abadía de Santo Domingo de Silos.
- 2003. Luís Lozano Virumbrales: “Afectos en doce más doce”. Doce notas preliminares: revista de música y arte, 2003 nº 13.
- 4-junio de 2004. Concierto del Grupo de música “Alfonso X El Sabio” en la Semana de la Música Religiosa de Cuenca.
- 28-marzo de 2004. I Festival Internacional de Canto Gregoriano. Grupo de Música “Alfonso X El Sabio”: “Ritual Toledano”en la Catedral de Toledo.
- 1-abril de 2004. Grupo de Música “Alfonso X El Sabio”: “Libro de Horas de Isabel la Católica” en San Juan de los Caballeros, Segovia.
- 6-abril de 2004. Grupo de Música “Alfonso X El Sabio”. Programa “Honras Fúnebres de Isabel la Católica”, concierto en la Iglesia Monasterio de la Concepción Francisca de Cuenca.[4]
- 28-abril de 2004. Ciclo de Cámara de la Fundación Canal, Grupo de Música “Alfonso X El Sabio”.
- 24-julio de 2004. Ciclo de conciertos Pórtico Musical de la Semana Santa Palentina, Grupo de Música “Alfonso X El Sabio”: Codex Calixtino, Misa de los Peregrinos, en la Iglesia Vieja del Monasterio de San Lorenzo de El Escorial.
- 18-julio de 2004. Grupo de Música “Alfonso X El Sabio”. Concierto de polifonía sacra en la Iglesia de la Anunciada, Urueña.
- 6-septiembre de 2004. La Semana de Música Antigua de Estella Grupo de música “Alfonso X el Sabio”.
- 18 al 22 de mayo de 2005. Asesor musical de la obra “Don Quijote en el Laberinto” de la compañía Guirigai.
- 7-junio de 2006. Orquesta y Coros nacionales de España. Ciclo de Órgano. Grupo de música “Alfonso X el Sabio”: Misa de San Diego de Alcalá. Auditorio Nacional de Música (Madrid) Sala Sinfónica
- 1-agosto de 2006. Conferencia de Luís Lozano Virumbrales: 'La práctica de la polifonía en la Edad Media española'.
- 21-Julio/13-agosto de 2006. Asesor musical de la obra “La fiesta de los locos” de la compañía Guirigai.
- 27-diciembre de 2006. Conferencia de Luís Lozano Virumbrales: 'Música litúrgica para la Navidad'. Sociedad de Conciertos de Albacete, salón de actos CCM.
- Conferencia de Virumbrales: “El canto gregoriano en la ópera Merlín de Isaac Albéniz”. CVC[8]
- 2007 Cursos de la Sociedad de Conciertos de Madrid:[9] Luís Lozano, Curso de Música Medieval.

### Trascripciones
- Manuscrito del siglo XVIII. A honra y gloria de Dios, mandó escribir este libro la Sª Sor Catalina de San Diego, Vicaria de Choro, en el año de 1712. Biblioteca de la Fundación Lázaro Galdiano en Madrid.[7]
- Manuscrito del siglo XII. Catedral de Santiago de Compostela.
- Manuscrito del siglo XIII. (Originales de Martín Codax desaparecidos. Facsímil de Higinio Anglés).
- Transcripción del “Vita Sancti Adelelmi” para concierto que todos los años tiene lugar en San Lesmes (Burgos).

### Artículos
- Lozano Virumbrales, Luis. «De efectos y afectos en la música» Accidentes del alma: las emociones en la Edad Moderna. 2009, pp. 307–344. ISBN 978-84-96775-55-8.
- Lozano Virumbrales, Luis. «Afectos en doce más doce» Doce notas preliminares: revista de música y arte, N.º 12, 2003, pp. 30–45. ISSN 1138-3984, ISSN-e 2174-883

## Discografía
- 1986 – Música litúrgica del Barroco español: Misa del S. XVIII, Canto llano y versos de Martín Coll. Grupo de música “Alfonso X el Sabio”, Virumbrales. (Hispavox)
- 1992 – Música litúrgica en la España de Colón. Cancionero de Segovia. Grupo de música “Alfonso X el Sabio", Virumbrales. (Decca)
- 1996 – Ritual carolingio, oficio de difuntos. Grupo de música “Alfonso X el Sabio”, Virumbrales. (Sony)
- 1997 – Codex de Madrid. Grupo de música “Alfonso X el Sabio”, Virumbrales. (Sony Classical)
- 1997 – Codex Calixtinus: Missa Sancti Jacobi. Grupo de música “Alfonso X el Sabio”, Virumbrales. (Sony Classical 88765408322)[6]
- 1998 – Codex Las Huelgas: Misa Santa Maria la Real. Voces Huelgas, Virumbrales. (Sony Hispanica)
- 1998 – Codex las Huelgas, Anónimo - Polifonía Inédita. Voces Huelgas, Virumbrales. (Sony)
- 2000 – Gregoriano Vivo. 50 Cantos litúrgicos. Coro de la Basílica Pontificia de San Miguel, Virumbrales. (Cymbalis BeneSonantibus)
- 2000 – Gregoriano Vivo. La misa “De Angelis” y la Semana Santa. Coro de la Basílica Pontificia de San Miguel, Virumbrales. (Cymbalis BeneSonantibus)
- 2006 – Misa de San Diego de Alcalá. Grupo de música “Alfonso X el Sabio”, Virumbrales. (DVD publicado por la Catedral de Alcalá de Henares)
- 2006 – Officium sanctorum Iusti et Pastoris. Grupo de música “Alfonso X el Sabio”, Virumbrales. (DVD publicado por la Catedral de Alcalá de Henares)
- 2007 – Les chemins de Compostelle. Escolanía y Schola de la Abadía del Valle de los Caídos, dir. Virumbrales; Atrium Musicae de Madrid, dir. Gregorio Paniagua; Studio der frühen Musik, dir. Thomas Binkley.